# Jonny Clarke
Jonny Clarke es un actor inglés, conocido por haber interpretado a Bart McQueen en la serie Hollyoaks.

## Biografía
Jonny sale con una estudiante de Chester.

## Carrera
El 4 de agosto del 2010 obtuvo su primer papel en televisión importante cuando se unió como personaje principal de la exitosa serie británica Hollyoaks donde interpretó al problemático Bartholomew "Bart" McQueen, hasta el 9 de enero del 2013 luego de que su personaje decidiera huir de Hollyoaks junto con Joel Dexter después de que Brendan Brady los amenazara luego de descubrir que intentaban robarle dinero. El 13 de febrero del 2017 Jonny regresó a la serie, sin embargo el 13 de abril del mismo año se fue nuevamente después de ser asesinado por Warren Fox.
En el 2010 interpretó a Bart en el spin-off de la serie conocida como Hollyoaks: Later.

## Filmografía[5]

### Series de televisión
| Año               | Título          | Personaje    | Notas         |
| ----------------- | --------------- | ------------ | ------------- |
| 2010 - 2013, 2017 | Hollyoaks       | Bart McQueen | 228 episodios |
| 2010, 2012        | Hollyoaks Later | Bart McQueen | 10 episodios  |
| 2000              | Anubis House    | Joven        | tv serie      |

### Películas
| Año  | Título     | Personaje | Notas |
| ---- | ---------- | --------- | --- |
| 2000 | Seeing Red | Johnny    | junto a junto a Sarah Lancashire, Richard Dillane, Stuart Richman, Jonny Clarke, Lizzy McInnerny, Ann Aris y Tim Thomas |

### Teatro
| Año | Obra                     | Personaje | Director       | Teatro          |
| --- | ------------------------ | --------- | -------------- | --------------- |
| -   | Guys and Dolls (musical) | Sky       | Simon Phillips | -               |
| -   | Oliver                   | Oliver    | -              | Chester Getaway |

## Premios y nominaciones
| Año  | Categoría              | Premio                    | Serie     | Resultado |
| ---- | ---------------------- | ------------------------- | --------- | --------- |
| 2011 | Best Drama Performance | National Television Award | Hollyoaks | Nominado  |